# Keshorn Walcott
Keshorn Walcott (Toco (Trinidad), 2 april 1993) is een atleet uit Trinidad en Tobago, gespecialiseerd in het speerwerpen. Hij heeft meerdere titels uit kampioenschappen van Centraal-Amerika op zijn naam staan, maar beleefde zijn grote doorbraak in 2012, toen hij zowel wereldjuniorenkampioen als olympisch kampioen werd. 

## Biografie

### Eerste jaren
Keshorn Walcott werd geboren in het noordwesten van het eiland Trinidad. Zijn eerste sport waar hij uitgebreid in aanraking mee kwam was cricket, maar daar bleek hij niet erg goed in te zijn. Daarna kwam hij terecht bij de atletiek, door zijn oudere broer die aan hink-stap-springen doet. In tegenstelling tot de meeste atleten van het eiland had Walcott geen talent voor de sprint en legde zich in 2008 toe op het speerwerpen. Na een jaar kon hij al voor Trinidad en Tobago uitkomen bij de CARIFTA Spelen, een juniorenkampioenschap voor atleten uit de lidstaten van de Caribische Vrije Handelsorganisatie (Carifta). Hij kwam daar uit in de categorie onder zeventien jaar. Hij wierp daar 59,30 m met een speer van 700 g, wat hem zijn eerste titel opleverde. Ook was deze worp ver genoeg om te worden uitgezonden naar de wereldkampioenschappen atletiek voor B-junioren. Hij wierp daar een persoonlijk record van 66,72, maar dit was niet genoeg om de finale te bereiken.
In het jaar 2010 wist Walcott wederom regionale jeugdkampioenschappen te winnen: bij de CARIFTA Spelen in de categorie onder 20 jaar won hij het speerwerpen. Later in het jaar won hij de Centraal-Amerikaanse en Caribische (CAC) kampioenschappen voor junioren. Op wereldniveau kwam hij echter nog tekort voor de absolute top. Hij mocht wel meedoen aan de wereldkampioenschappen voor junioren in Moncton, maar kwalificeerde zich, ondanks een persoonlijk en nationaal juniorenrecord, niet voor de finale. Achteraf gezien vond Walcott dat hij daar niet zo goed had gepresteerd en dat dat een moment was, waarop hij besloot om zich meer in te zetten.

### Op weg naar de top
In het jaar 2011 verbeterde Walcott zich enkele malen. Hij kwam dit seizoen een aantal maal boven de 70-metergrens uit, waaronder bij de CARIFTA Spelen, waar hij de categorie U20 voor de tweede maal won. Ook deed hij wederom mee aan de Centraal-Amerikaanse en Caribische Spelen, met als verschil dat het ditmaal de variant voor senioren betrof. Hij bereikte hier net niet het podium. Bij het grootste seniorentoernooi van Walcott tot dan toe, de Pan-Amerikaanse Spelen 2011 in Guadalajara, kwam hij niet in de buurt van het ereschavot, maar hij verbeterde zijn beste prestatie wel naar 75,77, wat een zevende plek waard was.

### Aansluiting internationale top
Ook in 2012 doorliep Walcott een uitstekende progressie: hij wierp bij de CARIFTA Spelen vijf meter verder dan bij de vorige editie in 2011 en bij de Centraal-Amerikaanse en Caribische Spelen voor junioren vijftien meter verder dan zijn toenmalige winnende afstand uit 2010. Bij het laatste toernooi overschreed Walcott de 80-meterbarrière en verbeterde hij het nationale record. Op beide toernooien eindigde Walcott als eerste. Door de prestaties van het Walcott in het begin van het seizoen, ging hij in tegenstelling tot eerdere keren, als favoriet naar een mondiaal kampioenschap. Bij de wereldjuniorenkampioenschappen van Barcelona kon hij deze favorietenrol waarmaken: hij won het toernooi met een worp van 78,64. In augustus werd Walcott uitgezonden naar de Olympische Spelen van Londen, waar hij als outsider deelnam. Hij bereikte tegen de verwachtingen in als tiende de finale. In die finale overtrof Walcott zichzelf door een nationaal record van 84,58 te werpen. Deze afstand was de tweede afstand ooit geworpen door een junior, alleen Zigismunds Sirmais wist ooit elf centimeter verder te werpen. Door het ontbreken van goede worpen van onder andere Andreas Thorkildsen en Vítězslav Veselý werd Walcott de jongste olympische kampioen speerwerpen tot dan toe. Door deze prestatie trad Walcott in de voetsporen van Hasely Crawford, die in 1976 het enige andere olympische goud pakte voor Trinidad en Tobago, en Cyrus Young, die samen met Walcott de enige andere niet-Europese olympische kampioen speerwerpen is. In navolging van zijn titel kreeg Walcott onder andere een som van €125.000, een huis in Toco en een studiebeurs aan de Universiteit van Trinidad en Tobago.

## Titels
- Olympisch kampioen speerwerpen - 2012
- Wereldjuniorenkampioen speerwerpen - 2012
- Centraal-Amerikaans en Caribisch juniorenkampioen speerwerpen - 2010, 2012
- Kampioen CARIFTA Spelen (U20) speerwerpen - 2010, 2011, 2012
- Kampioen CARIFTA Spelen (U17) speerwerpen - 2009
- Trinidadiaans kampioen speerwerpen - 2012

## Persoonlijke records
Outdoor
| Onderdeel           | Prestatie           | Datum        | Plaats     |
| ------------------- | ------------------- | ------------ | ---------- |
| speerwerpen (700 g) | 66,72 m             | 11 juli 2009 | Bressanone |
| speerwerpen         | 90,16 m (nat. rec.) | 9 juli 2015  | Lausanne   |

## Prestatieontwikkeling
| Jaar | Prestatie |
| ---- | --------- |
| 2009 | 66,72     |
| 2010 | 67,01     |
| 2011 | 75,77     |
| 2012 | 84,58     |
| 2013 | 84,39     |
| 2014 | 85,77     |
| 2015 | 90,16     |

## Palmares

### speerwerpen
- 2009:  CARIFTA Spelen (U17) - 59,30 m
- 2009: 8e in kwal. WK voor B-junioren - 66,72 m (PR)
- 2010:  CARIFTA Spelen (U20) - 63,41 m
- 2010:  Centraal-Amerikaanse en Caribische Spelen voor junioren - 67,01 m
- 2010: 9e in kwal. WJK - 66,05 m (NR)
- 2011:  CARIFTA Spelen (U20) - 72,04 m
- 2011: 4e Centraal-Amerikaanse en Caribische Spelen - 70,98 m
- 2011: 7e Pan-Amerikaanse Spelen - 75,77 m
- 2012:  CARIFTA Spelen (U20) - 77,59 m
- 2012:  Centraal-Amerikaanse en Caribische Spelen voor junioren - 82,83 m
- 2012:  WJK - 78,64 m
- 2012:  OS - 84,58 m
- 2013: 10e in kwal. WK - 78,78 m
- 2014:   IAAF Continental Cup - 83,52 m
- 2015: 13e in kwal. WK - 76,83 m
- 2016:  OS - 85,38 m
- 2017: 7e WK - 84,48 m

1908: Eric Lemming ·
1912: Eric Lemming ·
1920: Jonni Myyrä ·
1924: Jonni Myyrä ·
1928: Erik Lundqvist ·
1932: Matti Järvinen ·
1936: Gerhard Stöck ·
1948: Tapio Rautavaara ·
1952: Cyrus Young ·
1956: Egil Danielsen ·
1960: Viktor Tsyboelenko ·
1964: Pauli Nevala ·
1968: Jānis Lūsis ·
1972: Klaus Wolfermann ·
1976: Miklós Németh ·
1980: Dainis Kūla ·
1984: Arto Härkönen ·
1988: Tapio Korjus ·
1992: Jan Železný ·
1996: Jan Železný ·
2000: Jan Železný ·
2004: Andreas Thorkildsen ·
2008: Andreas Thorkildsen ·
2012: Keshorn Walcott ·
2016: Thomas Röhler ·
2020: Neeraj Chopra ·
2024: Arshad Nadeem